# Voo Caspian Airlines 6936
O Voo Caspian Airlines 6936 foi um voo doméstico entre o Aeroporto de Tehran-Imam Khomeini, em Teerã, ao Aeroporto de Mahshahr, em Bandar-e Mahshahr, no Irã. Em 27 de janeiro de 2020, a aeronave que operava a rota, um McDonnell Douglas MD-83, ultrapassou da pista durante o pouso. Todas os 144 ocupantes a bordo sobreviveram, com 2 pessoas feridas.

## Aeronave e tripulação
A aeronave envolvida no acidente era um McDonnell Douglas MD-83, prefixo EP-CPZ. Seu primeiro voo foi em 1994, depois serviu com várias companhias aéreas antes de ser transferido para o Caspian em 2012.
O capitão era um homem de 64 anos não identificado, que ingressou no Caspian em 2019, tendo voado anteriormente para a Kish Air e a marinha iraniana. Ele tinha 18.430 horas de voo, incluindo 7.840 horas no MD-80. O primeiro oficial era um homem de 28 anos anônimo que era muito menos experiente do que o capitão, tendo registrado apenas 300 horas de voo com 124 delas no MD-80.

## Acidente
O voo 6936 partiu de Teerã às 06:35 hora local (23:05 no Brasil) e pousou em Mahshahr às 7:50. A aeronave ultrapassou a pista ao pousar, terminando na via expressa Mahshahr - Sarbandar a 170 metros após o final da pista. Todas as 144 pessoas a bordo, incluindo 135 passageiros, sobreviveram. O trem de pouso da aeronave colapsou durante a saída de pista. Duas pessoas ficaram levemente feridas. Uma testemunha disse que o trem de pouso da aeronave não parecia estar totalmente abaixado ao pousar. O chefe da autoridade de aviação da província do Cuzistão afirmou que a aeronave pousou no centro da pista, causando a ultrapassagem como consequência.

## Investigação
A Organização de Aviação Civil abriu uma investigação sobre o acidente. O Conselho de Investigação de Acidentes de Aeronaves determinou que as causas prováveis deste acidente foram as falhas dos pilotos abaixo, resultando em uma ultrapassagem e saída da pista:
- Má tomada de decisão para aceitação do risco de pouso em alta velocidade
- Abordagem não estabilizada contra o perfil de voo normal
- Má conduta da tripulação
- Decisão insatisfatório e não realização de voltas durante a execução de uma abordagem desestabilizada.